# Опытное Поле (Пермский край)
Опытное Поле — упразднённый посёлок в Соликамском районе (городском округе) Пермского края России. Упразднён в 2015 году. Входил в состав ныне упразднённого Тюлькинского сельского поселения.

## География
Посёлок находился в междуречье Ачеса и Камы, на расстоянии приблизительно 3 километра (по прямой) к юго-западу от деревни Тюлькино.

## История
В 1916 году, по проекту сети опытных учреждений в Пермской губернии, близ пристани Тюлькино, было отведено 100 га земли под создание Соликамского опытного поля для обслуживания Северного Предуралья. Фактически посёлок возник в 1928 году, после открытия месторождения калийных солей, в связи с созданием Соликамской сельскохозяйственной опытной станции, которая на протяжении XX века являлась его «градообразующим предприятием». В начале 1990-х станция была заброшена и посёлок начал медленно умирать. К 2015 году в поселке проживало более 25 семей, в сложных жилищных и бытовых условиях при отсутствии социальной инфраструктуры. В том же году по инициативе и на средства ОАО «Уралкалий» жители поселка были переселены в города Соликамск и Березники.

## Население
| 2010 |
| ---- |
| 73   |

Национальный состав
Согласно результатам переписи 2002 года, в национальной структуре населения русские составляли 94 % из 75 чел.